# Charanyca approximans
Charanyca approximans är en fjärilsart som beskrevs av Adrian Hardy Haworth 1809. Charanyca approximans ingår i släktet Charanyca och familjen nattflyn. Inga underarter finns listade i Catalogue of Life.